# Abu-Dàhbal al-Jumahí
Wahb ibn Zama, més conegut com a Abu-Dàhbal al-Jumahí (mort després del 715) fou un poeta dels quraix de la Meca, actiu des del 660 a la seva mort. Va compondre poesia eròtica dedicada a tres dones.
També va escriure panegírics dedicats a Ibn al-Azraq, governador d'Al-Janad al Iemen, i al governador de Hadramawt Umara ibn Amr.